# Santuari d'Inari-Yanagihara
El santuari d'Inari (稲荷神社, Inari-jinja), també conegut com a santuari d'Inari-Yanagihara (柳原稲荷神社, Yanagihara-Inari-jinja) o santuari de Yanagihara (柳原神社, Yanagihara-jinja) és un santuari xintoista del barri de Yanagihara, al districte especial d'Adachi, a Tòquio, Japó.

## Deïtats consagrades
- Inari
- Ieyasu Tokugawa
- Ōyamakui
- Takamimusubi
- Ukanomitama

## Història
És l'antic santuari del poble de Yanagihara, on la deïtat Ukanomitama es troba consagrada. Se sap que el santuari fou construït el 1599 o 1606, als començaments del període Edo. La tradició diu que Yukaku, el sacerdot del santurai va reconstruir-lo el 1794 després que una riuada el 1786 s'enduguera el honden o edifici principal. El segon arc torii davant del honden té gravat l'any 1796, així com la font d'ablucions o chōzuya té gravada l'any 1830 i el nom d'una casa de te propera. Aquesta dada permet saber que la font fou pagada per aquest negoci. Dins del santuari es troba un altre santuari, el de Takagi, on es troben consagrats les deïtats Takamusubi, Ōyamakui i Ieyasu Tokugawa. Durant el període Edo el santuari es deia Dairoku, però amb el shinbutsu bunri o procés de separació entre el xintoisme i el busime emprés després de la restauració Meiji, el Déu Dairoku fou reemplaçat pel Takamusubi així com el nom del santuari, que canvià a Takagi. Durant la dècada de 1920, es creà una associació d'escalada al mont Fuji al barri. L'any 1933 es va fer als voltants un monticle fet amb pedra i terra volcànica del Fuji, sent consagrat a la Deïtat Konohana no Sakuya hime, advocació dels volcans. En l'actualitat, el santuari és un bé de rellevància local del districte especial d'Adachi.